# Глибокий (заповідне урочище)
Глибокий — заповідне урочище місцевого значення. Об'єкт розташований на території Надвінянського району Івано-Франківської області, Зеленське лісництво, квартал 29, виділи 9, 18, 19, квартал 30, виділи 1, 19.
Площа — 27,0000 га, статус отриманий у 1988 році.